# Pointe des Arcas
La pointe des Arcas est un sommet du massif des Écrins qui culmine à 3 479 mètres.